# Dianthus sardous
Dianthus sardous là loài thực vật có hoa thuộc họ Cẩm chướng. Loài này được Bacch., Brullo, Casti & Giusso mô tả khoa học đầu tiên năm 2005.